# Jean-Baptiste Ambroise Ravier
Pour les articles homonymes, voir Ravier.
Jean-Baptiste Ambroise, baron Ravier, né le 31 décembre 1766 à Arc-sous-Cicon, mort le 19 novembre 1828 à Besançon, est un général français de la Révolution et de l’Empire.

## Biographie
Capitaine au 7e Bataillon de Volontaires du Doubs le 9 août 1792, il incorpore la 112e demi-brigade de bataille en 1794. Ravier prend part aux campagnes dans les armées du Rhin, de Sambre-et-Meuse et d’Italie. Passé à l’armée d’Orient, il est promu chef de bataillon le 17 août 1798 et brille durant la campagne d'Égypte. Il est blessé à la Bataille de Canope le 21 mars 1801.
En 1801, il est nommé chef de brigade de la 18e Demi-brigade d’Infanterie de Ligne. Rentré en France, il est employé à la garnison de Paris et siège au conseil de guerre qui juge le duc d’Enghien en 1804. 
Il participe aux campagnes d'Autriche, de Prusse et de Pologne. Il prend part aux batailles d'Eylau et d'Heilsberg, et se trouve blessé à la bataille d'Essling. Ravier est créé baron de l’Empire le 19 mars 1808 et promu général de brigade le 30 mai 1809. 
Commandant militaire du Haut-Rhin jusqu’en 1812, il sert durant la campagne de Russie dans la Grande Armée. Il est nommé commandant de la place de Stettin et se trouve prisonnier à la capitulation de la ville.
Rentré en France en juin 1814, il est mis en non activité le 24 décembre 1814. 
Le 23 avril 1815, il commande une brigade de la 25e division d'infanterie du 9e Corps d’observation sous le maréchal Brune.
Il meurt le 19 novembre 1828, à Besançon.

### Sources
- Georges Six, Dictionnaire biographique des généraux et amiraux français de la Révolution et de l'Empire, tome II, 1934
- Thierry Choffat, Jean-Marie Thiébaud, Gérard Tissot-Robbe, Les Comtois de Napoléon: Cent destins au service de l'Empire, 2006
- A. Liévyns, Fastes de la Légion-d'honneur: biographie de tous les décorés, accompagnée de l'histoire législative et réglementaire de l'ordre, 1844